# November 2005
| November 2005 |
| Månader under 2005: Januari · Februari · Mars · April · Maj · Juni · Juli · Augusti · September · Oktober · November · December ← December 2004 · Januari 2006 → |

## Onsdag 2 november 2005
- Ghulam Nabi Azad tillträder som chefsminister i Jammu och Kashmir.
- Aristides Gomes tillträder som regeringschef i Guinea-Bissau.

## Torsdag 3 november 2005
- Skådespelaren Kent Andersson dör i en ålder av 71 år.

## Söndag 6 november 2005
- Oroligheterna i Frankrike fortsätter för tionde natten i rad i parisförorter och andra franska städer.
- Azerbajdzjan håller parlamentsval med anklagelser om fusk.[1]

## Måndag 7 november 2005
- Alberto Fujimori, Perus president 1990-2000, grips i Chile. Han är internationellt efterlyst för korruption och maktmissbruk och förväntas bli utlämnad till hemlandet.
- Oroligheterna i Frankrike, som nu har blivit de största i landet sedan Majrevolten 1968, fortsätter för elfte natten i rad i parisförorter och har dessutom spridit sig till fler städer.

## Tisdag 8 november 2005
- Ellen Johnson-Sirleaf väljs till president i Liberia.
- Boxaren Bo Högberg avlider.

## Onsdag 9 november 2005
- Över 50 människor dödas vid självmordsdåd i Jordaniens huvudstad Amman.
- Europeiska rymdorganisationens rymdsond Venus Express skjuts upp från Kosmodromen i Bajkonur, Kazakstan.

## Lördag 12 november 2005
- Yitzhak Rabin, Israels förre premiärminister, hyllas vid ett massmöte i Tel Aviv 10 år efter att han mördades.

## Torsdag 17 november 2005
- Jujja Wieslander tilldelas Astrid Lindgren-priset för sina böcker om Mamma Mu.

## Lördag 19 november 2005
- Dawit Isaak, journalist från Göteborg frigiven från Eritreanskt fängelse efter fyra år och två månader - men Eritreas informationsminister hävdar att det bara är en tillfällig permission.

## Onsdag 23 november 2005
- Stuart Jack tillträder som guvernör på Caymanöarna.

## Torsdag 24 november 2005
- Eva B. Magnusson tilldelades tidskriften Lyrikvännens Stig Carlson-pris med motiveringen: "För en sinnestät poesi som när tankens oro".

## Söndagen den27 november2005
- Två häktade för människosmuggling
- Nobelstiftelsen utan etiska riktlinjer
- Per Westerberg toppar valsedel i Sörmland
- Våldtäktsman jagas i Olofström
- Kinda billigast i Sverige
- Malmös gågata färdig efter nästan 30 år
- Eftertanke hos NSW-liberaler efter katastrofval
- HIV minskar i Karibien
- Jordskalv i södra Iran
- Cricketstjärna i Zimbabwe flyr efter hot
- Var tredje engelsk pub öppen dygnet runt
- Manuel Zelaya väljs till president i Honduras med cirka 51 % mot Porfirio Lobo Sosa, som får cirka 45 % av rösterna.
- Marouf al-Bakhit tillträder som regeringschef i Jordanien

Nyheter från Wikinews

## Måndagen den28 november2005
- Anna Finney på Brändström & Stene
- Västerbergslagens närsjukvård trimmas
- Snö i Skåne under första adventshelgen 2005
- Svensk livsmedelsexport förväntas slå nya rekord
- Stockholms poesifestival 2005
- Val i Tjetjenien utan betydelse
- Gängvåld avgör presidentval i Honduras
- Biståndsarbetare kidnappade i Bagdad

Nyheter från Wikinews

## Tisdagen den29 november2005
- O'Learys i Linköping nära mista tillstånd
- 60000 nya jobb 2006, enligt AMS
- Militäravtal Venezuela-Spanien värt 2 miljarder dollar
- Greenpeaceaktivister avbröt Blair
- Två självmordsbomber i Bangladesh
- Gruvexplosion i Kina - 140 döda
- 13 utvisningar gav Timrå oavgjort
- Nytt finsnus för 450 kr
- Storbrand i Strömstad
- Pastor Green friad i HD
- Internetviruset Sober X använder FBI/CIA som kamouflage
- Kanadas regering faller i förtroendeomröstning
- Shivraj Singh Chauhan tillträder som ny chefsminister i Madhya Pradesh

Nyheter från Wikinews

## Onsdagen den30 november2005
- Sverige: Straffen godtyckliga och korta, enligt justitieministern
  - Jackie Arklöv misstänkt för brott mot folkrätten
  - Video på de kidnappade biståndsarbetarna i Irak
  - Student vid DI fälld för porrläsning
  - Stockholm: JO kritisk sedan polisen preskriberat ärenden utan utredning
  - Nyköping: Olof Svensson tillbaka i Nyköping
- Världen: Ståndpunktsangivelser inför WTO-förhandlingar
- Uganda: Museveni tänker avgå 2013
- Argentina: Argentinsk mirakelminister avpolletterad
- Australien: Australiens senat antog resolution mot dödsstraff
- Storbritannien: Skulptur av Henry Moore såld för 1 miljon pund
- USA: Tusende dödsdomen blev livstid

Nyheter från Wikinews

## Svenskspråkiga nyhetslänkar
| - Aftonbladet - Dagens Industri - Dagens Nyheter - Expressen - Frisim - Göteborgs-Posten - Gnuheter - Hufvudstadsbladet - Ny Teknik | - NYHETER.se - News.nu - Stockholms Fria Tidning - Svenska Dagbladet - Sydsvenskan - Upsala Nya Tidning - Vasabladet |  |

### Fotnoter
1. ↑  ”Protester mot valfusk i Azerbajdzjan”. Sydsvenskan. 6 november 2005. http://www.sydsvenskan.se/2005-11-06/protester-mot-valfusk-i-azerbajdzjan. Läst 11 september 2016.